# Alter Hammer (Eiserfeld)

Der Eiserfelder Hammer 1898

Der Alte Hammer in Eiserfeld war ein Handwerksbetrieb in der Zeit vor der Industrialisierung. Von einem Wasserrad angetrieben, schlug ein schwerer Hammer auf schmiedbares Eisen, sodass dieses geschmiedet und gewalzt werden konnte.

## Geschichte
Der Alte Hammer in Eiserfeld war im 18. Jahrhundert im Besitz der Gewerkenfamilie Steinseifer (engl. Stonecipher), das genaue Gründungsdatum ist nicht bekannt. (Albert Hees nennt Johannes Steinseifer als Mitbegründer des „Alten Hammers“ im Jahr 1762.) Um 1800 kam er in die Hände Eberhard Schleifenbaums aus Reckhammer bei Siegen. Dieser legte verschiedene Puddelöfen an, in denen das Roheisen zu Luppen geschweißt und durch mit Wasser von der Sieg betriebene Hämmer zu Schmiedeeisen verarbeitet wurde. 1860 wurde zusätzlich zu den vorhandenen Wasserhämmern ein schwerer Dampfhammer angelegt.
1892 wurde das Anwesen an die Familie Stolz verkauft, die auch Anteile am nahegelegenen Erzbergwerk Reinhold Forster hatte. Sie nahmen eine Vergrößerung des Werkes vor, errichteten ein Walzwerk darin und betrieben dieses bis 1903. Karl Plate sen. kaufte das Werk 1908 und errichtete darin eine durch eine Wasserturbine getriebene Senffabrik. 1919 kam das Anwesen zum gerichtlichen Verkauf; Höchstbietender war die Gemeinde Eiserfeld.